# Ratmirowo (przystanek kolejowy)
Ratmirowo (ros. Ратмирово) – przystanek kolejowy w pobliżu miejscowości Ratczino, w rejonie woskriesienskim, w obwodzie moskiewskim, w Rosji. Położony jest na Wielkim Pierścieniu Kolei Moskiewskiej.
Nazwa pochodzi od pobliskiej miejscowości Ratmirowo.